# Науково-фантастичний роман
Рома́н науко́во-фантасти́чний — великий епічний твір, дія в якому відбувається в майбутньому щодо часу його написання, тобто якому властиві прогностичні функції.
Для науково-фантастичного роману характерна орієнтація на високі досягнення наукової та технічної думки; нарівні з фантастичними елементами у ньому мають місце наукові гіпотези, технічна фантазія, мисленнєве експериментування. Початки науково-фантастичного роману — 19 ст. (Жуль Верн).
Найвищого розвитку досягає у 20 ст. Порушує і складні суспільні, соціально-політичні, філософські, морально-етичні проблеми (А. і Б. Стругацькі, Г. Уеллс, С. Лем, Карел Чапек, Р. Бредбері, А. Кларк та ін.).
Якщо у фантастичному романі фантастичним є насамперед художній простір, то у науково-фантастичному романі — час. Український науково-фантастичний роман представляють В. Владко («Аргонавти всесвіту»), Д. Бузько («Кришталевий край»), О. Бердник («Чаша Амріти») та ін.

## Джерело
- Літературознавчий словник-довідник / Р. Т. Гром'як, Ю. І. Ковалів та ін. — К.: ВЦ «Академія», 1997. — с. 609—610